# Eugène Bénet
Eugène-Paul Bénet (Dieppe, 13 de julio de 1863 - París, 1942) fue un escultor francés.
Es el autor de la estatua del soldado francés de la Primera Guerra Mundial portando una corona titulada El Poilu victorioso - en francés: Le Poilu victorieuxest que adorna muchos monumentos a los muertos en diferentes comunas francesas. Editada por la fundición Durenne, su tirada se estima que fue de 900 ejemplares, lo que le convierte en la obra de arte público más difundida en Francia. Entre otras muchas localidades se encuentra en Beaumesnil, Randan, Olliergues, Montmédy, Saint-Sauveur-de-Peyre, Dol-de-Bretagne, Andouillé-Neuville, Cavanac, Arzens, Bussière, Senonnes.

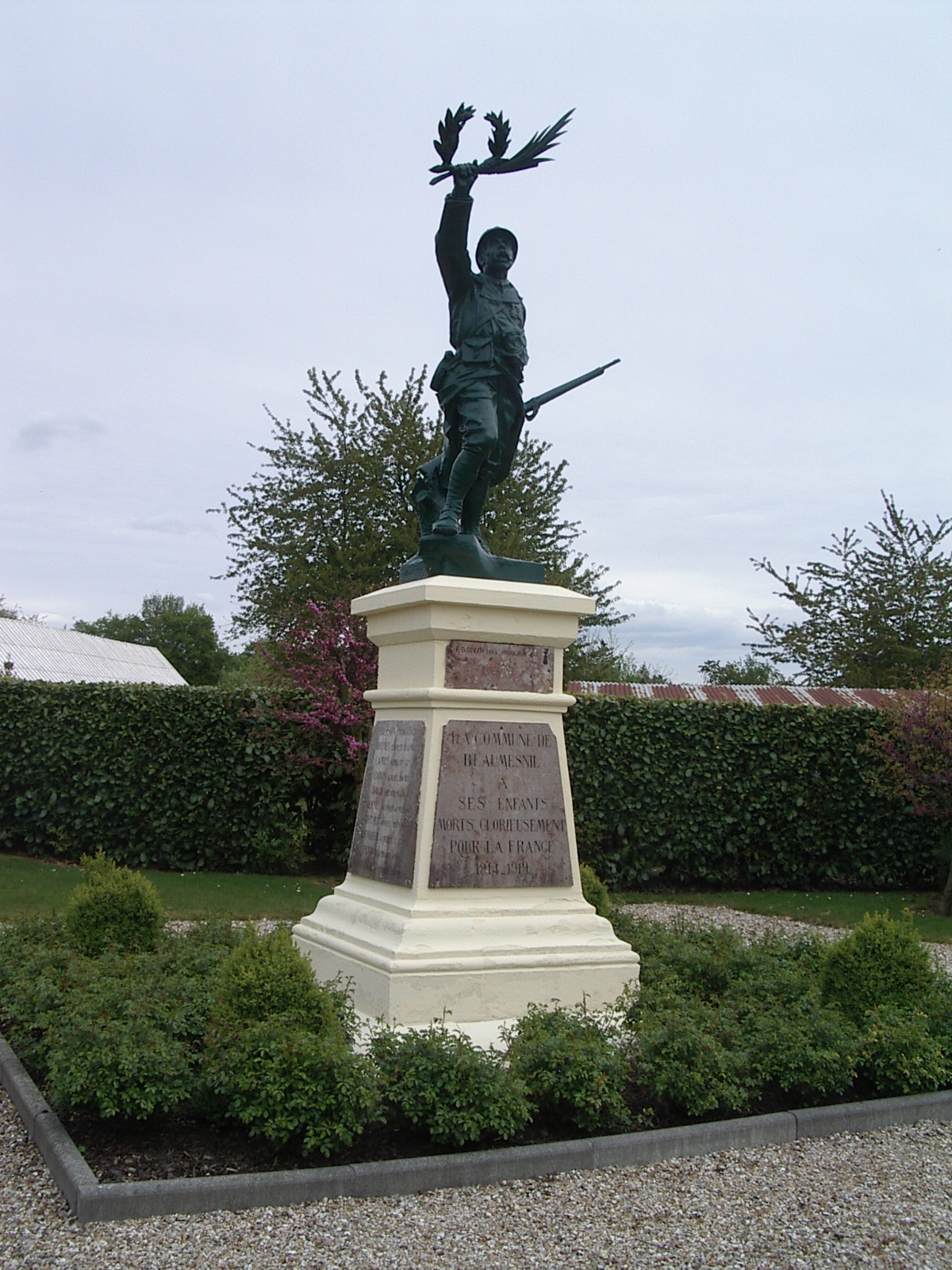
Le Poilu victorieux, monumento de Beaumesnil (1920).

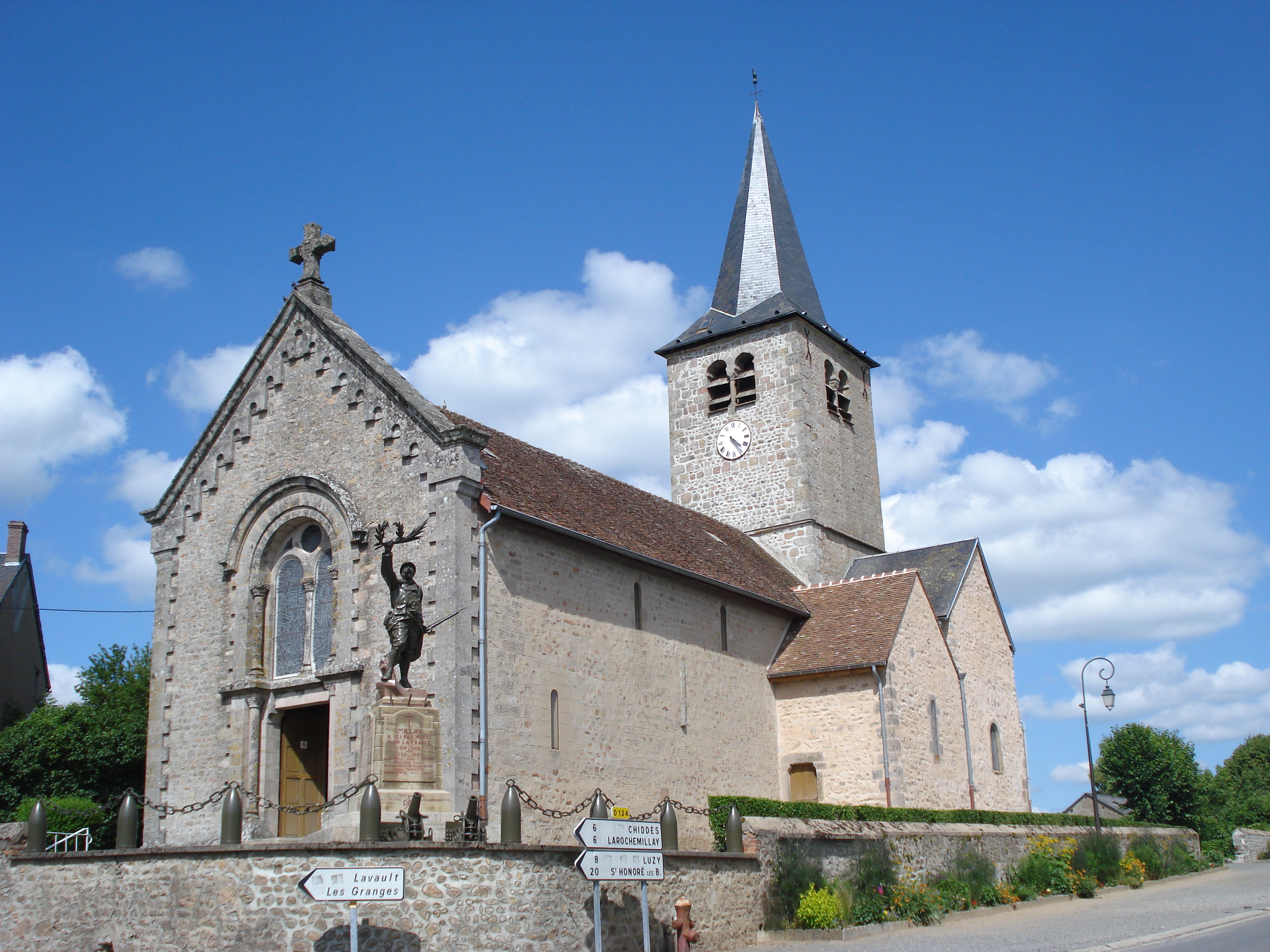
Monumento frente a la iglesia de Millay.

## Datos biográficos
Su padre fue escultor de marfil en Dieppe, con él inició su formación artística. Con el apoyo familiar se trasladó a París para continuar sus estudios en la Escuela de Bellas Artes, donde tuvo por profesores a Alexandre Falguière y Laurent Marqueste. Comenzó su carrera profesional como escultor de forma brillante, obteniendo muchas medallas en los salones de París, en 1884, 1897 y en 1900, por su grupo El ángel feliz - en francés: L'Âge heureux. En 1906 era profesor de escultura de Frédérick Clasgens en París. En 1914, obtuvo la medalla de oro. Escultor académico de la escuela francesa, consiguió numerosos encargos públicos.

## Obras

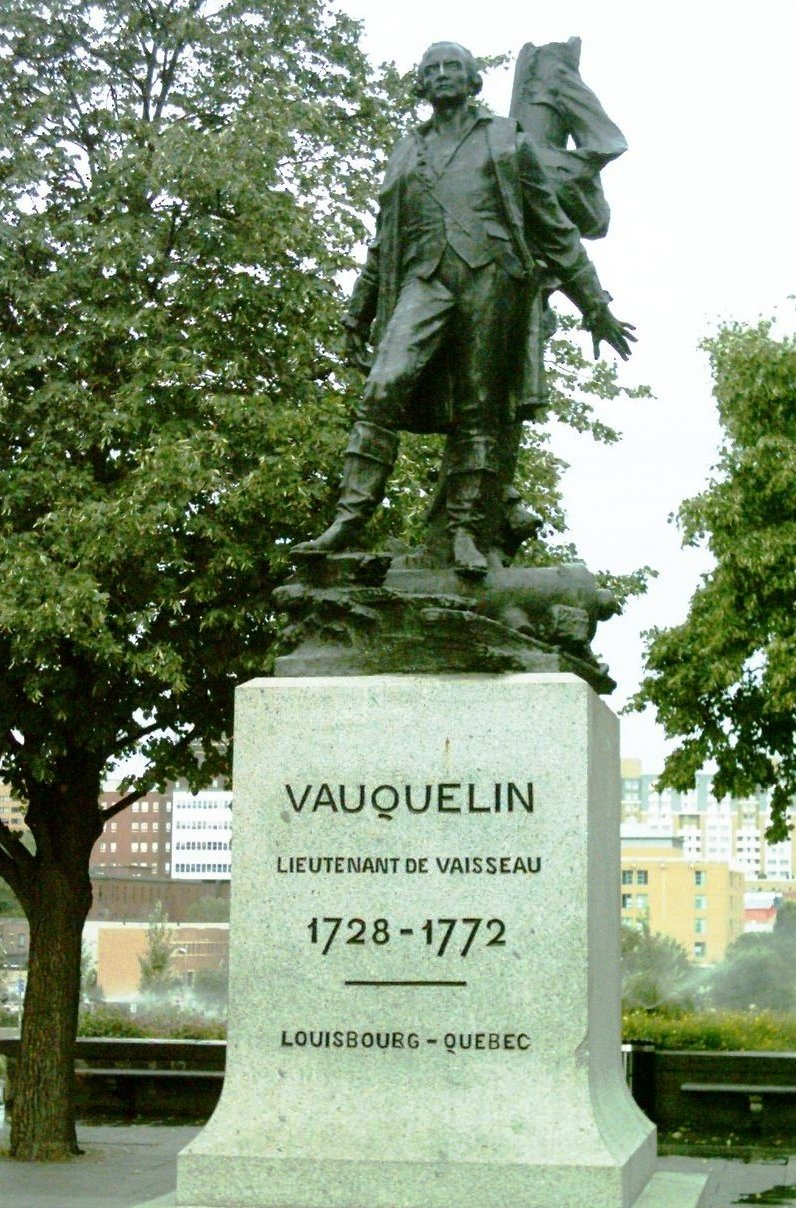
Estatua de Jean Vauquelin en Montreal.

Entre las obras de Eugène Bénet se incluyen las siguientes:
- El ángel feliz - L'Âge heureux, mármol 1900, un ejemplar, datado en 1914, se encuentra en el Jardin d'Allard de Montbrison (Loire).[16] 45°36′27″N 4°3′34″E / 45.60750, 4.05944
- Estatua del Sacré-Cœur-du-Christ en plata, en el interior de la basílica del Sagrado Corazón de Montmartre.[17]
- Estatua de Jehan Ango en Dieppe. El busto del armador Jehan Ango (1480 - 1551), había sido presentado en el Salón de 1887[18]
- Estatua del general Gallieni en Boulogne-Billancourt. Una maqueta de este monumento se conserva en la colección del Museo del muelle Branly de París.[19]
- Estatua de Jean Vauquelin (1930), plaza Vauquelin en Montreal (Canadá). La estatua aparece reproducida en un cartel de Leonard Richmond para la Southern Railway de 1933[20] 45°30′30″N 73°33′16″O / 45.50833, -73.55444

El modelo en escayola para esta pieza se conserva en el Castillo-museo de Dieppe.
- Monumento a los Infantes de Dieppe, plaza de los Martyrs de la Résistance, Dieppe. 49°55′23″N 1°4′22″E / 49.92306, 1.07278

- Monumento a Mathias Manternach en 	Nogent-sur-Marne, busto sobre columna en la intersección del bulevar Albert 1.er y la avenida Kléber
- Monumento a los muertos de Saint-Benoît-des-Ondes, rue du Bord de Mer[22]
- Estatua de Santa Genoveva infante, mármol, en la rue de l'Eglise de Nanterre[23]
- Monumento a los muertos de Montrouge[24]
- Monumento a Augustin Normand, bronce de 1911 en Le Havre, plaza de la Commune[25]
- Estatua alegórica de la justicia, bronce, figura sentada[26]
- Mausoleo de la familia Lagarde-Gueret, en el cementerio del Pere-Lachaise de París. Puerta de bronce con figura de mujer[27]

### El Poilu victorioso: galería de imágenes

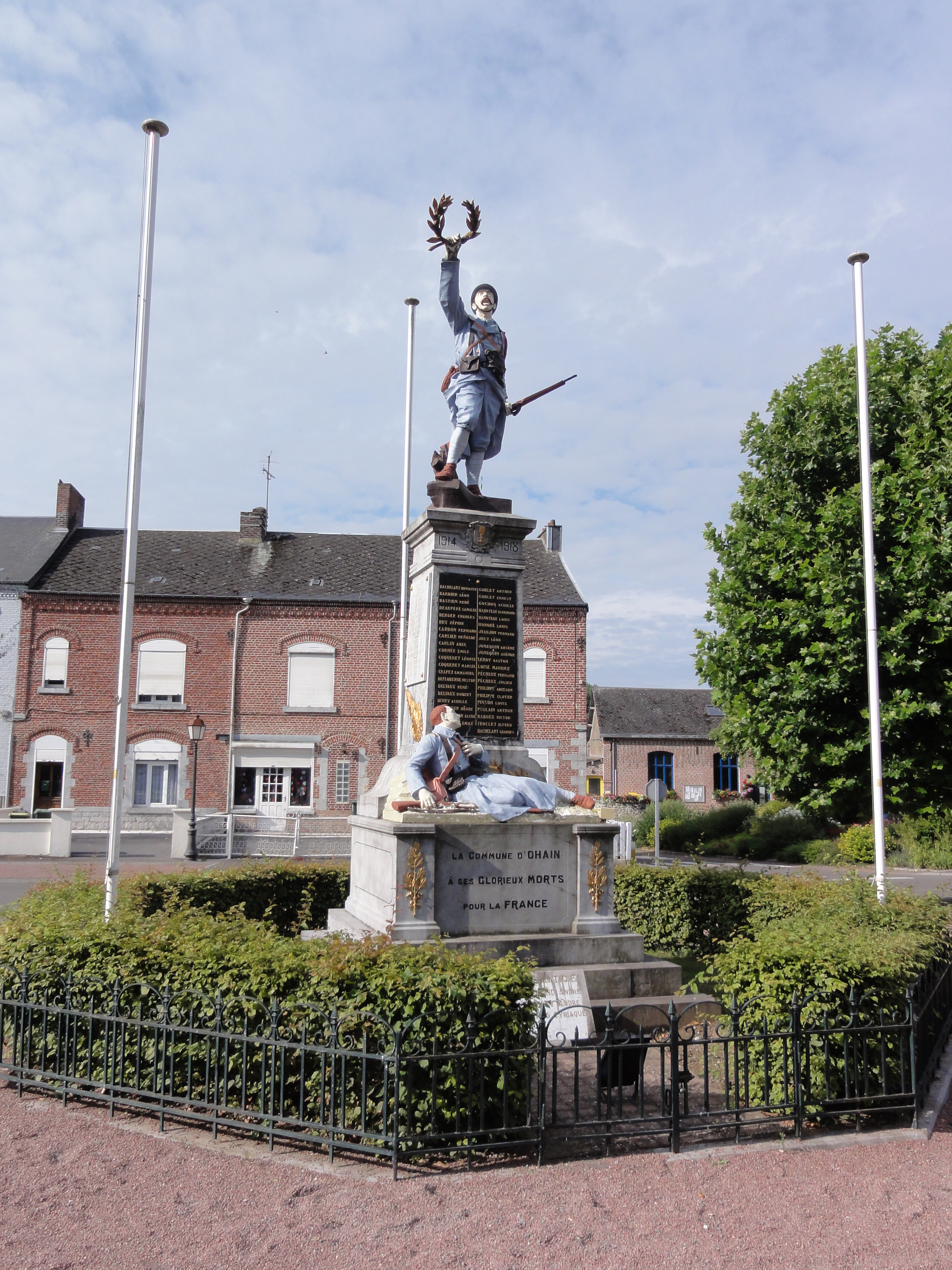
Monumento a los muertos de Ohain
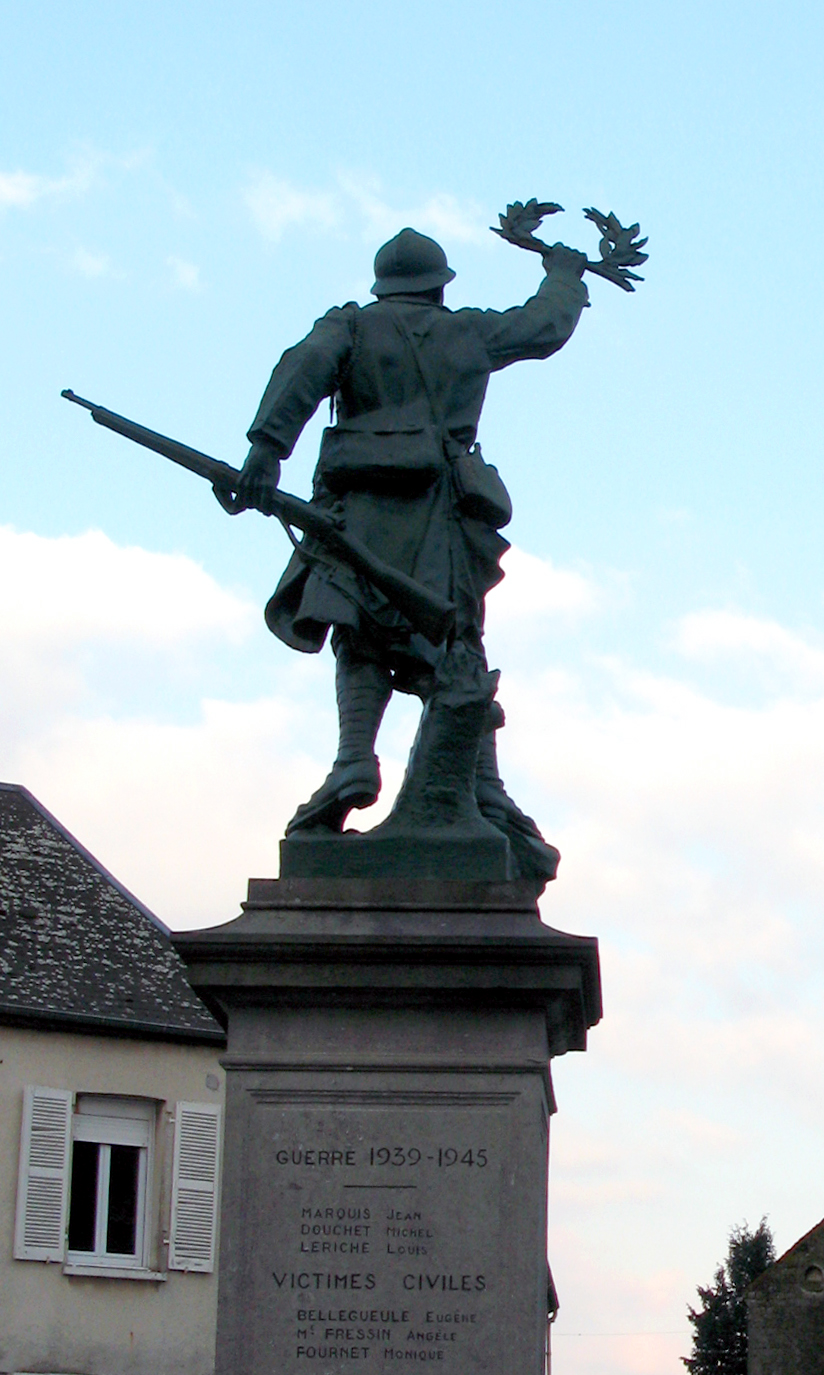
Monumento a los muertos de Pas-en-Artois
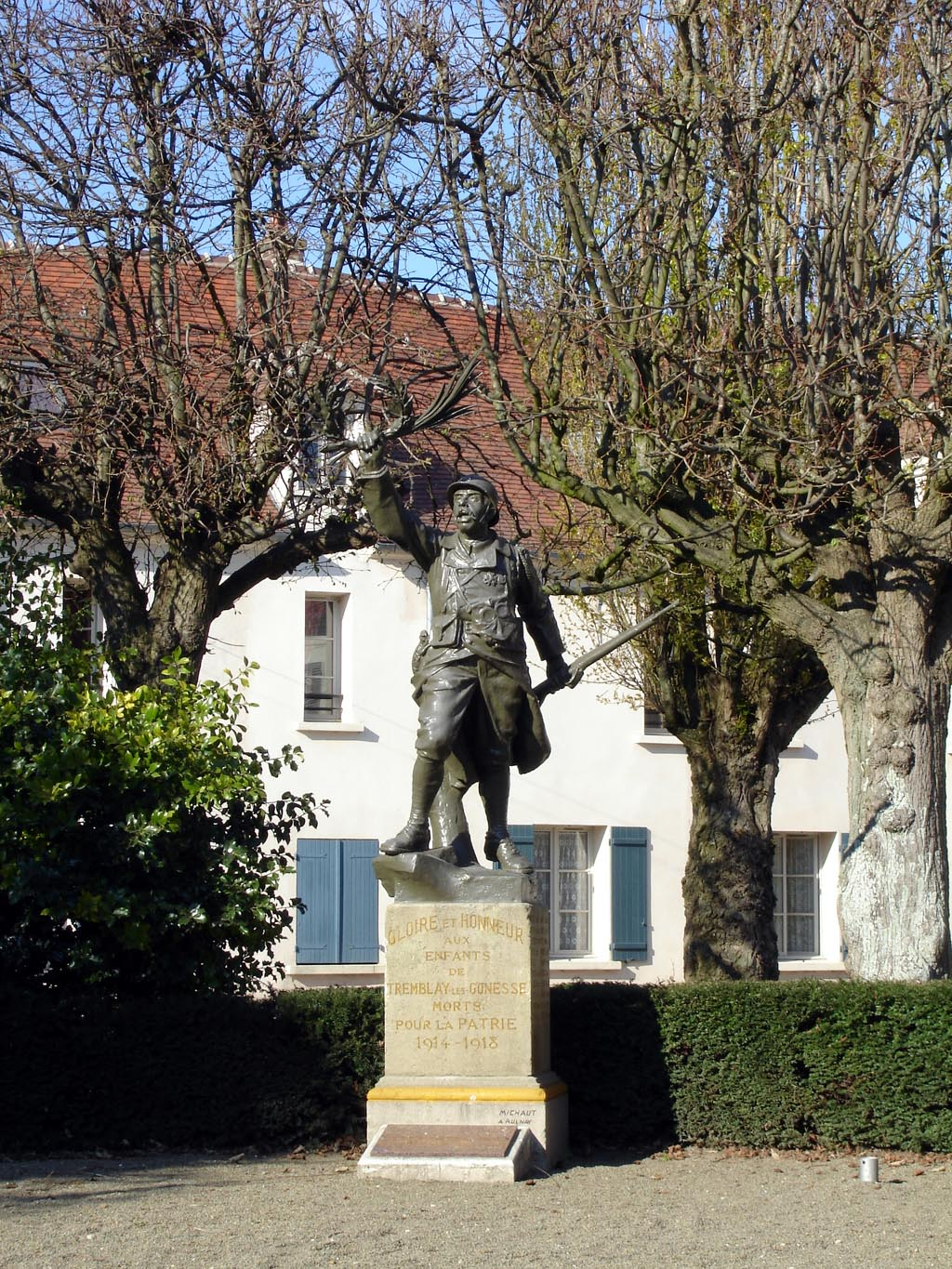
Monumento a los muertos de Tremblay-en-France
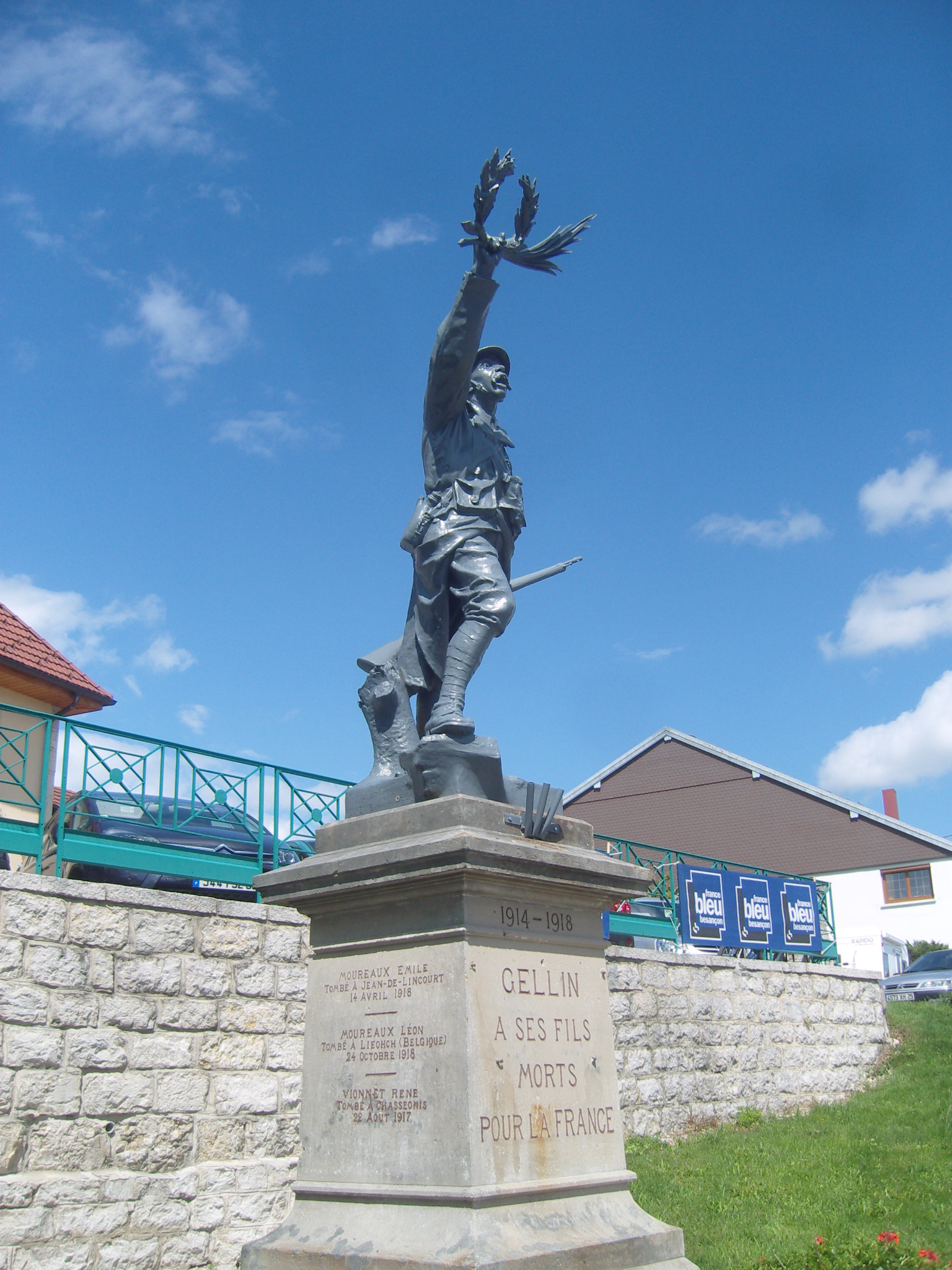
Monumento a los muertos de Gellin
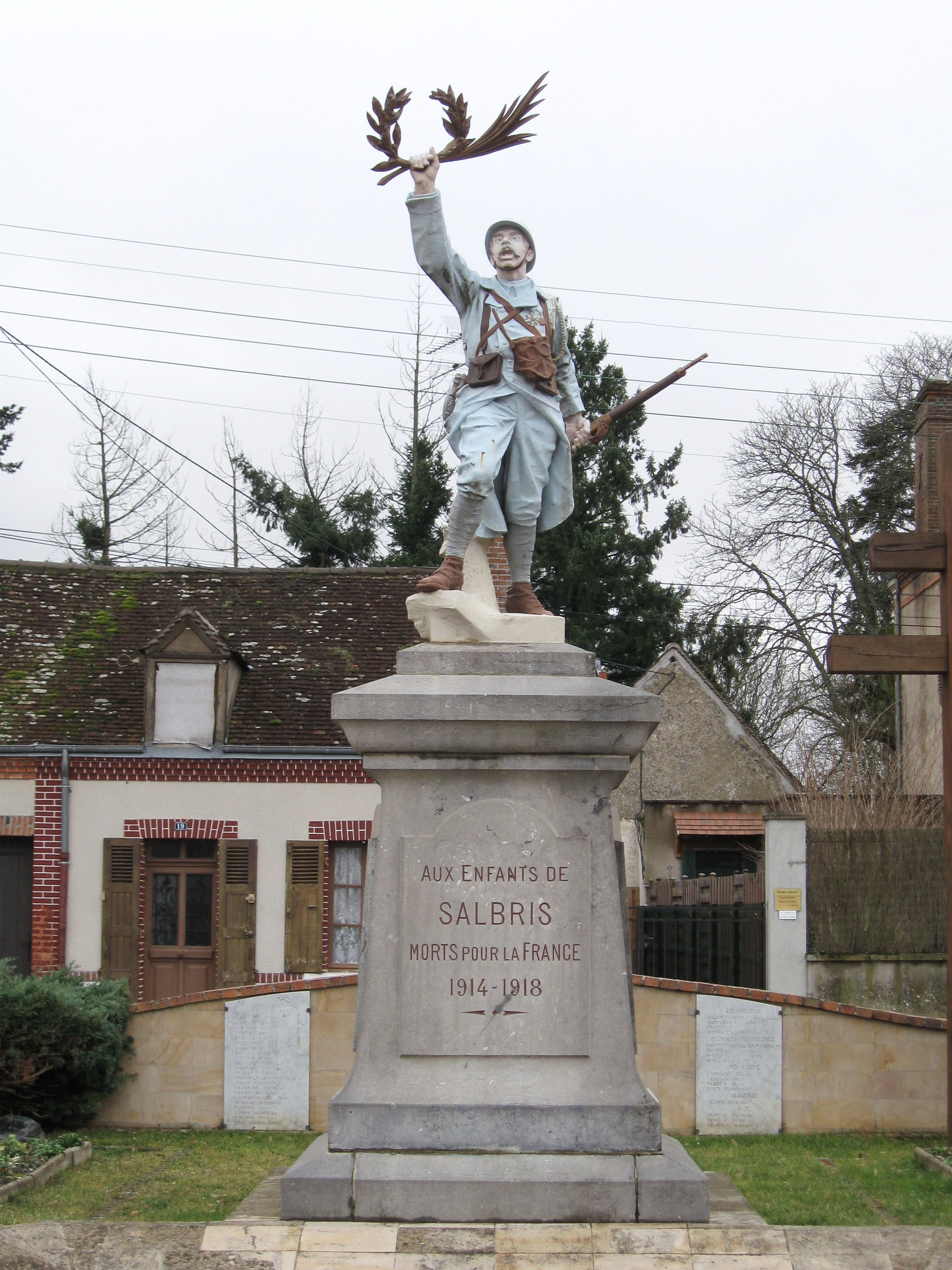
Monumento a los muertos de Salbris
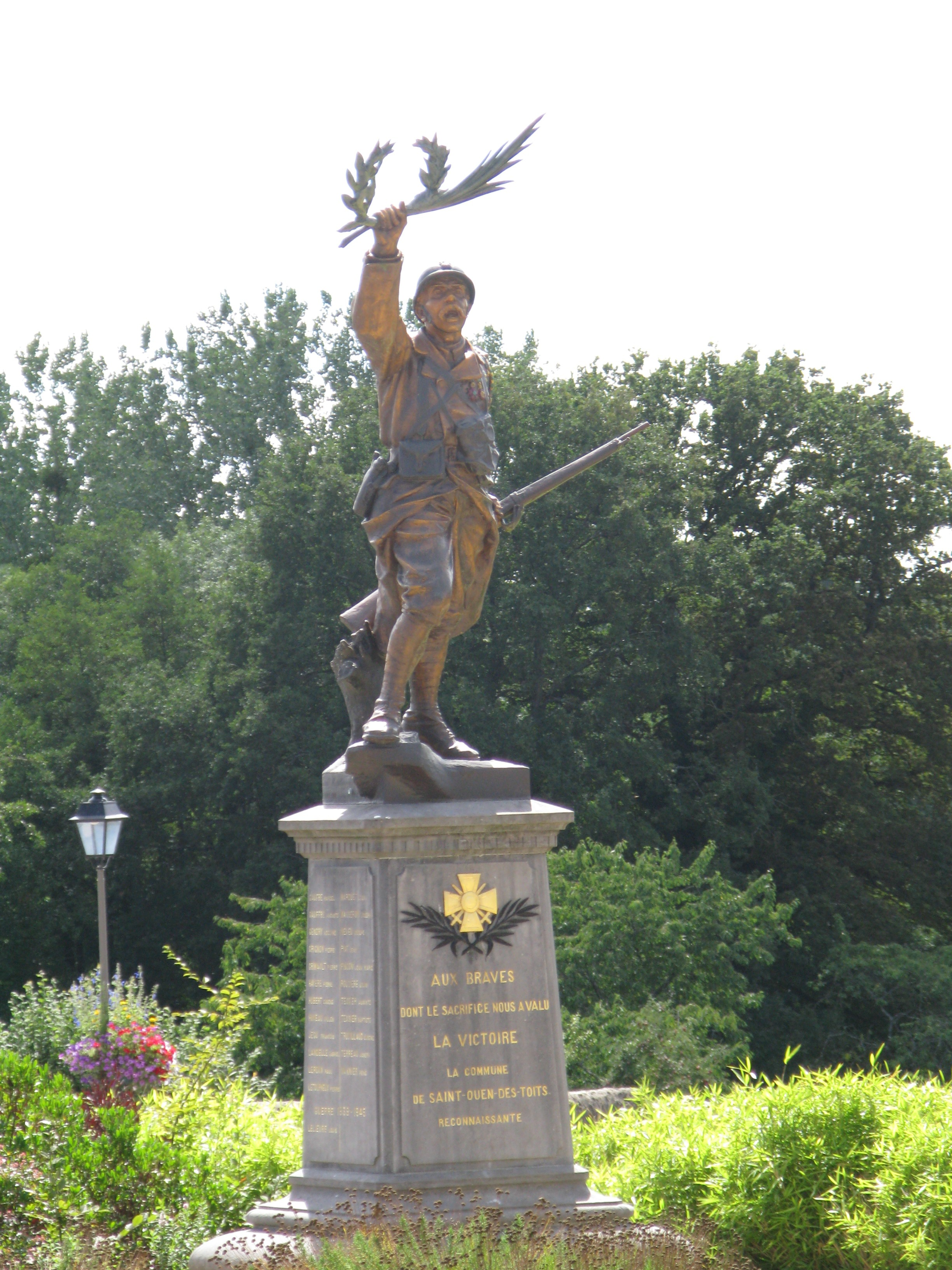
Monumento a los muertos de Saint-Ouën-des-Toits
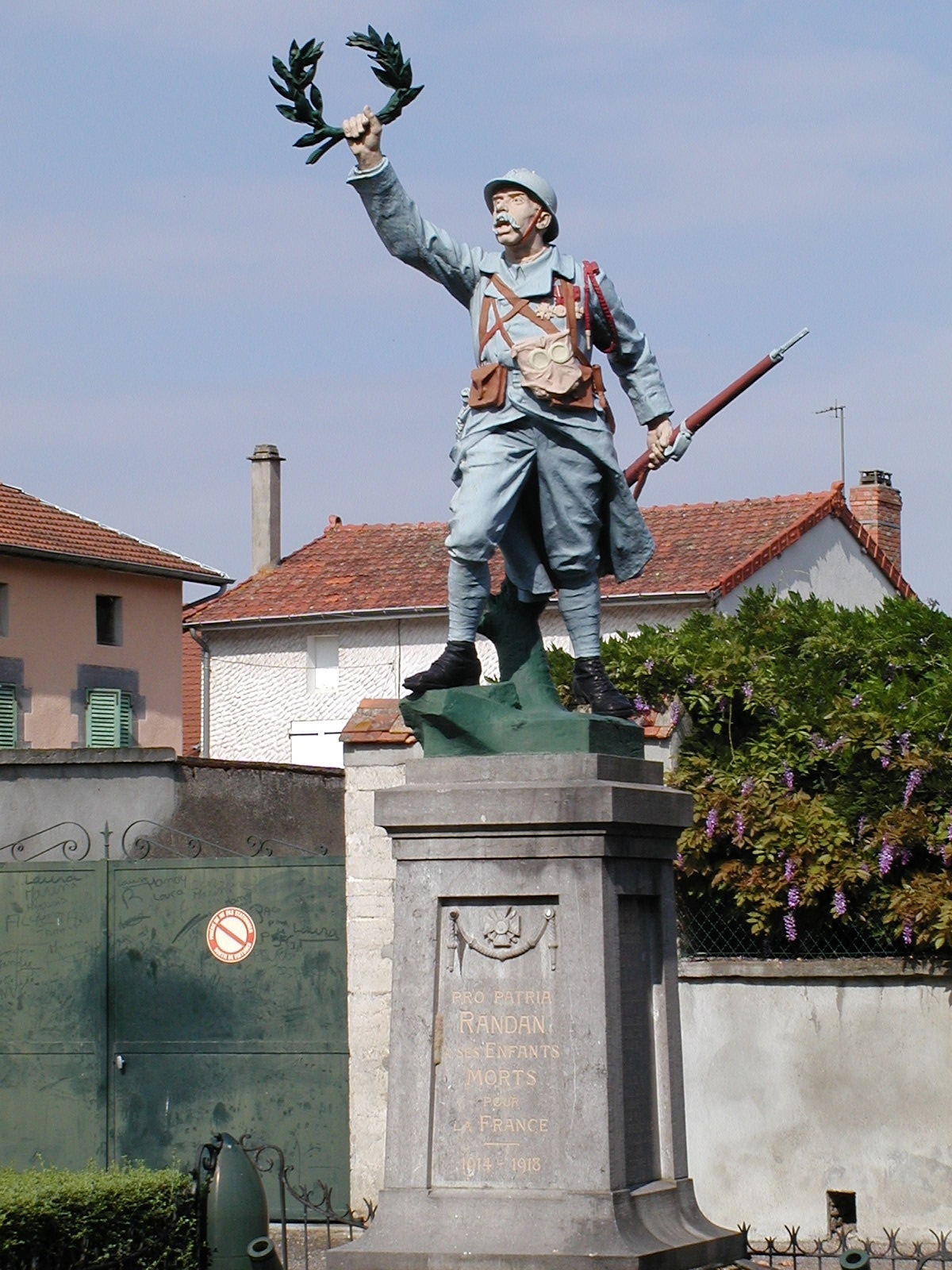
Poilu policromado en Randan